# Perianto
El perianto (del griego perí, alrededor y anthós, flor) es una estructura floral que corresponde a la envoltura que rodea a los órganos sexuales; constituye la parte no reproductiva de la flor.
Está formada por dos tipos de piezas: 
- La corola, formada por los pétalos que son las piezas coloreadas de las flores. Su función es proteger las estructuras reproductivas en el proceso de maduración y atraer a los polinizadores.
- El cáliz, la parte verde de la flor, tiene una consistencia más fuerte que la corola y sus piezas se denominan sépalos. En ocasiones los pétalos y los sépalos tienen el mismo color, en este caso se denominan tépalos.

## Tipos de perianto

Aclamídea (sin perianto)
Monoclamídea (sin pétalos)
Monoclamídea (sin sépalos) o bien Homoclamídea (pétalos y sépalos iguales)
Heteroclamídea (pétalos y sépalos distintos)